# 北海道インターナショナルスクール

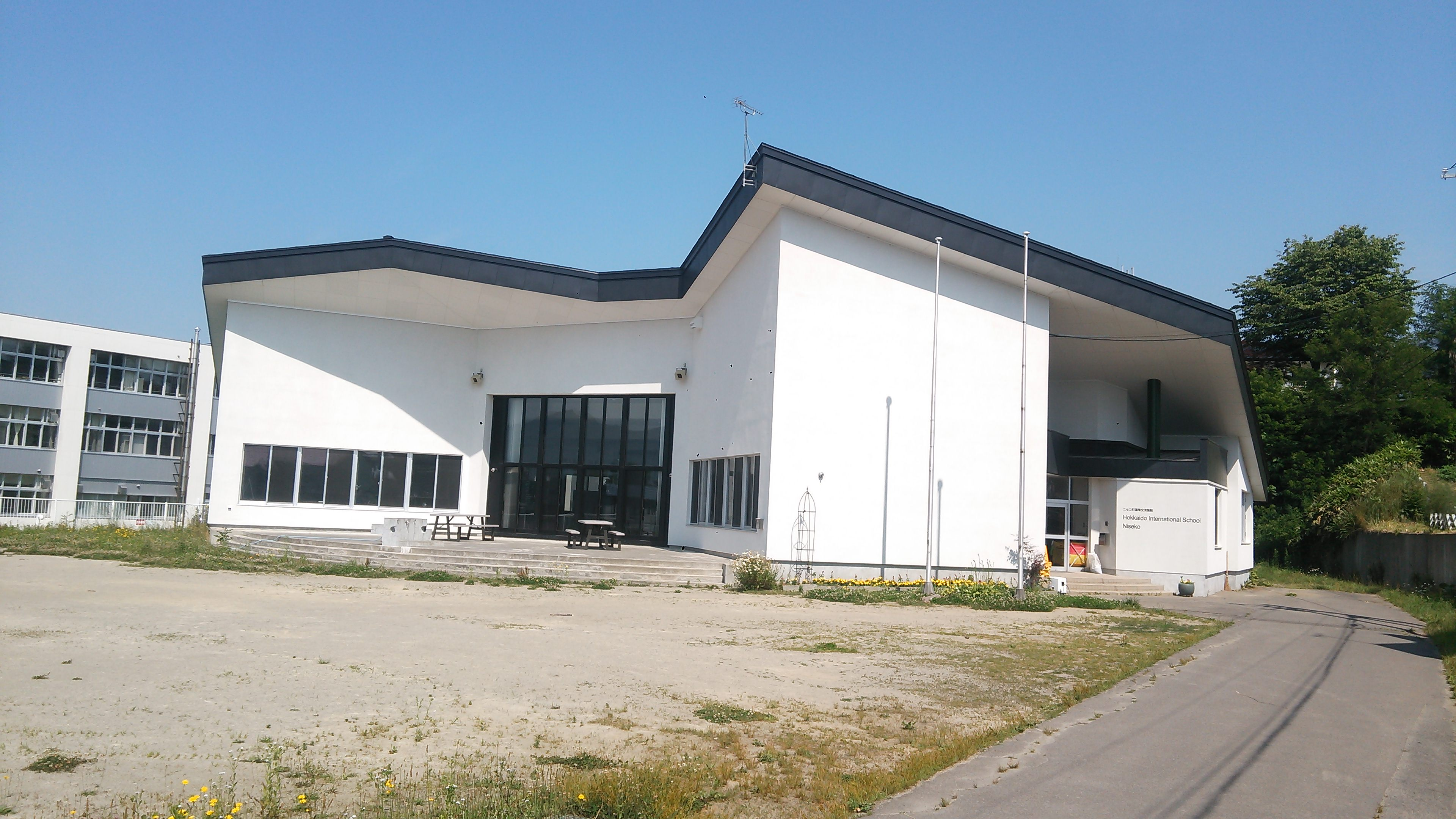
北海道インターナショナルスクール・ニセコ校

北海道インターナショナルスクール（ほっかいどうインターナショナルスクール、Hokkaido International School）は、北海道札幌市豊平区にあるインターナショナルスクールである。 北海道唯一の正式なインターナショナルスクールにして、WASC認定校である。通称は「HIS」。
Early years （幼稚部）、Elementary school （初等部）、6年生から8年生までの Middle school（中等部）、そして9年生から12年生までのHigh school（高等部）に分かれている。幼稚部と初等部は二学年でークラスになっておりMilepostという名称で呼ばれている。
中等部と高等部の授業はコース選択式で、歴史や国語などの必需科目の他に音楽や芸術などを選ぶことができ、6年生と12年生が一緒に受けるクラスもある。2015年現在全校生徒は208人程度。
SAT と Advanced Placement Program（通称AP）（高校における大学単位プログラム）を受けることが可能。

## 歴史
- 1958年、北海道アメリカンスクールとして設立。
- 1961年、北海道インターナショナルスクールと改名。
- 1962年、福住へ移転。
- 1995年、札幌市の支援を受けて平岸の現キャンパスに移る。この機会に学生寮も新設し、より多くの生徒が参加しやすい環境を作った。
- 2008年、この時点で全校生徒は200人を超え、世界の約20ヶ国以上の生徒が50周年目を祝った。
- 2011年、ニセコ校を開校。